# Prix Shanti Swarup Bhatnagar de sciences et technologie

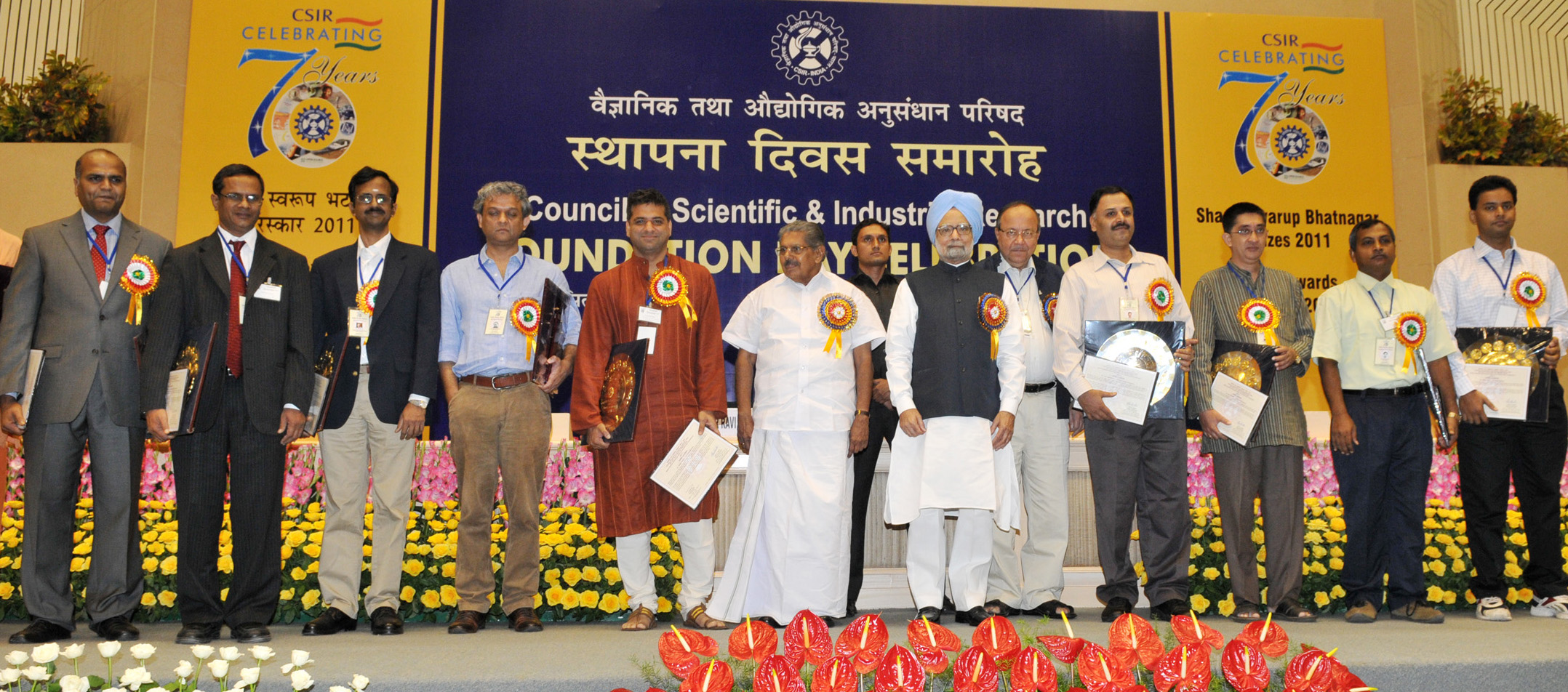
Conseil de recherche scientifique et industrielle.

Le prix Shanti Swarup Bhatnagar de Sciences et de Technologie (SSB) est une distinction scientifique en Inde remise chaque année par le Conseil de recherche scientifique et industrielle (en) (CSIR) pour les recherches notables et remarquables, appliquées ou fondamentales, en biologie, en chimie, en sciences de l'environnement, en ingénierie, en mathématiques, en médecine et en physique.

## Objectif
Le but de ce prix est de reconnaître l'excellence du travail des Indiens (selon le point de vue du comité d'attribution du CSIR) en science et en technologie. C'est le prix le plus convoité en science multidisciplinaire en Inde,. Le prix est nommé d'après le fondateur et directeur du CSIR, Shanti Swarup Bhatnagar (en). Il a été attribué pour la première fois en 1958.
Tout citoyen de l'Inde impliqué dans la recherche dans n'importe quel domaine de la science et de la technologie jusqu'à l'âge de 45 ans est éligible pour le prix. Le prix est décerné sur la base des contributions apportées par les travaux en Inde au cours des cinq années précédant l'année de son prix. Le prix comprend une citation, une plaque, et un prix en argent de 500 000 roupies (soit environ 6 600 €). En outre, les bénéficiaires reçoivent également 15 000 roupies par mois jusqu'à l'âge de 65 ans.

## Nomination et sélection
Les noms des candidats sont proposés par un membre du conseil d'administration du CSIR, composé de vice-chanceliers d'universités ou d'instituts d'importance nationale, de doyens des différentes facultés de sciences et d'anciens lauréats. La sélection est effectuée par le comité consultatif constitué chaque année et composé nécessairement d'au moins six experts, dont au moins un ancien lauréat du prix Bhatnagar dans la discipline. L'accord d'au moins les deux-tiers des membres est nécessaire pour la sélection. Si deux candidats sont unanimement recommandés dans le même domaine, alors deux prix sont attribués.

## Prix
Chacune des sept disciplines peut avoir plusieurs gagnants (maximum 2 personnes). Jusqu'à 2008, la somme attribuée est de 200 000 roupies et elle est montée à 500 000 roupies en 2009.

## Lauréats
Les prix des sept disciplines ont été créés de 1958 à 1972 et récompensent à ce jour 519 hommes et 16 femmes.
| Catégorie                  | Année de création | Total de lauréats | Premier lauréat                       |
| -------------------------- | ----------------- | ----------------- | ------------------------------------- |
| Biologie                   | 1960              | 95                | Toppur Seethapathy Sadasivan (en)     |
| Chimie                     | 1960              | 92                | T. R. Govindachari (en)               |
| Science de l'environnement | 1972              | 47                | Kshitindramohan Naha (en)             |
| Ingénierie                 | 1960              | 77                | Homi Sethna                           |
| Mathématiques              | 1959              | 67                | K. S. Chandrasekharan                 |
| Médecine                   | 1961              | 61                | Ram Behari Arora (en)                 |
| Physique                   | 1958              | 96                | Kariamanickam Srinivasa Krishnan (en) |

## Présentation
Les noms des lauréats sont traditionnellement déclarés par le directeur général le 26 septembre de chaque année, qui est le jour anniversaire de la fondation du CSIR. Le prix est remis par le Premier ministre indien. Le lauréat est tenu de donner une conférence dans le domaine du prix reçu, généralement à l'extérieur de sa ville de travail.